# Balugano da Crema

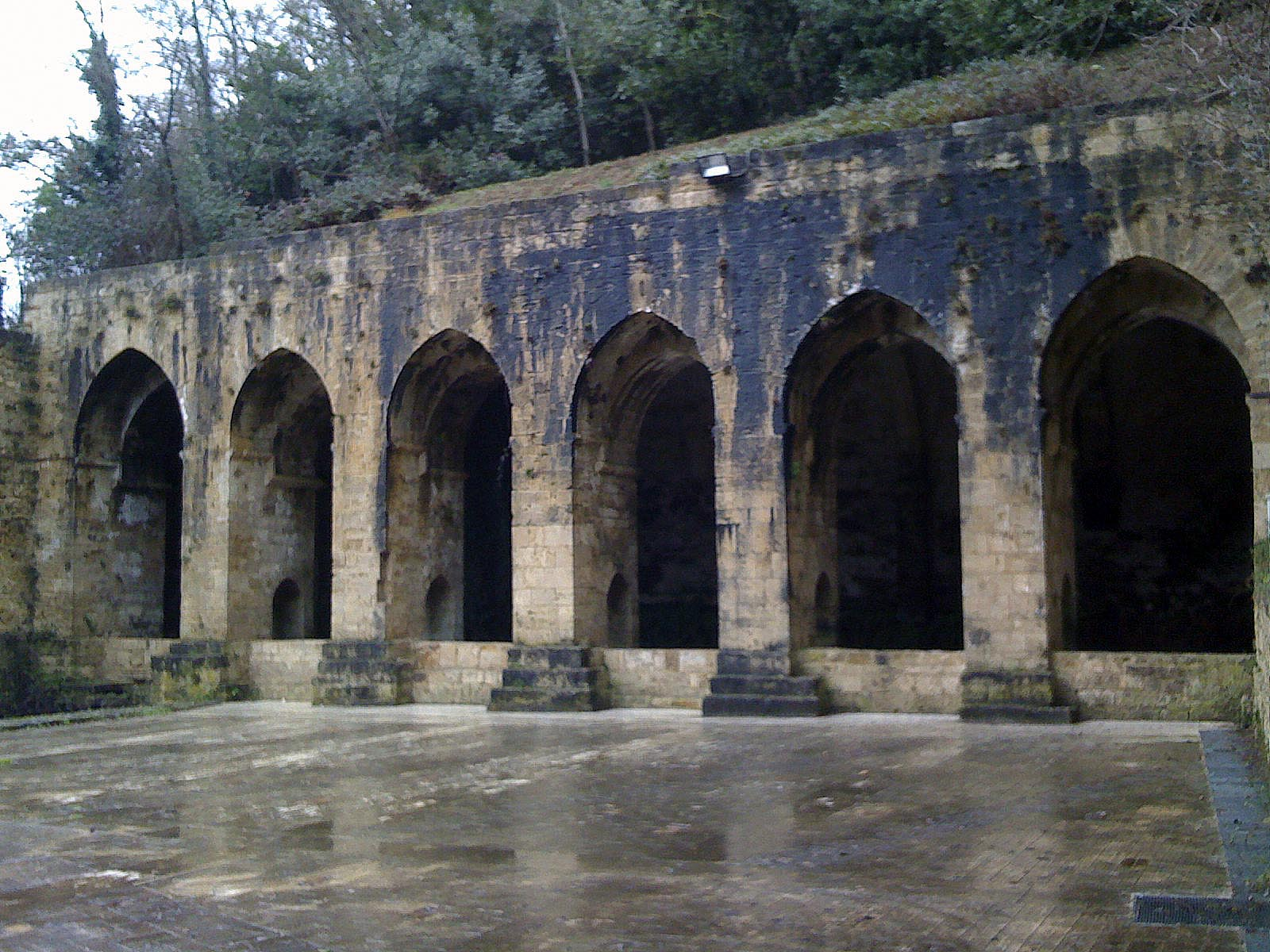
Fonte delle Fate

Balugano da Crema (Crema, XIII secolo – ...) è stato un architetto italiano.

## Biografia
Architetto lombardo del XIII secolo a cui è stata attribuita la Fonte delle Fate a Poggibonsi. Il suo nome viene citato per la prima volta quale magister lapidum nel libro la Storia di Poggibonsi, scritto da Attilio Ciaspini nel 1850, uno storico locale, il quale afferma di aver letto il nome dell'architetto quale artefice della costruzione in un manoscritto riportante una cronica anonima della Sapienza di Siena.
Nonostante la scarsezza e la poca affidabilità della notizia la critica ha accettato Balugano quale progettista dell'opera.